# Magnesiumlactat
Magnesiumlactat ist das Magnesiumsalz der Milchsäure. 

## Herstellung
Magnesiumlactat kann im Labor aus Magnesiumcarbonat und Milchsäure hergestellt werden.

## Eigenschaften
Das weiße kristalline Pulver ist nahezu geruchs- und geschmackslos. Magenesiumlactat ist leicht löslich in siedendem Wasser, löslich in Wasser, schwer löslich in Ethanol. Aus wässriger Lösung kristallisiert es als Trihydrat aus.

## Verwendung
Arzneilich wird Magensiumlactat als mildes Laxans genutzt. Als Nahrungsergänzungsmittel ist es in Pulverform erhältlich und ist gemäß Richtlinie 2002/46/EG für diese Verwendung in der EU zugelassen.  Salze der Milchsäure werden als unbedenklich eingestuft, daher gibt es auch keinen ADI-Wert.